# Lucky Luke : Le Train des desperados
Lucky Luke : Le Train des desperados est un jeu vidéo d'action et de plates-formes développé et édité par Infogrames, sorti en 2000 sur Game Boy Color.

## Système de jeu
Le jeu présente des éléments d'action et de plates-formes. Le joueur incarne Lucky Luke qui se retrouve confronté à des bandits qui viennent de mettre la main sur un train de marchandises et qui profitent de ce moyen de locomotion pour piller toute la région. Le joueur doit passer une dizaine de niveaux allant de la ville au cirque, ainsi que cinq mini-jeux qui permettent de déverrouiller de codes.

## Accueil
Jeuxvideo.com cite Lucky Luke comme « le « vieux » cow-boy qui tire plus vite que son ombre a encore de belles années devant lui », laissant entendre que ses jeux sont toujours d'actualité, et lui attribuant une note de 14/20